# Rotbachbrücke (1984)
Die Rotbachbrücke von 1984 ersetzte die 1924 erstellte Rotbachbrücke, welche zuvor die Strasse Teufen–Appenzell über das Rotbachtobel führte, das an dieser Stelle die Grenze zwischen dem Kanton Appenzell Ausserrhoden und dem Kanton Appenzell Innerrhoden bildet.

## Geschichte
Die Spannbeton-Bogenbrücke aus den 1920er-Jahren entsprach in den 1980er-Jahren nicht mehr den Vorstellungen bezüglich Verkehrssicherheit, im Besonderen wegen der beiden engen Kurven der Strasse auf der Brücke. Ausserdem wies die Brücke Bauschäden auf. Die Landsgemeinden der beiden Appenzeller Halbkantone bewilligte deshalb im April 1981 die Kredite für den Neubau der Brücke.
Die Bauarbeiten an der neuen Brücke begannen 1982. Am 27. September 1984 konnte die neue Brücke dem Verkehr übergeben werden. Die Baukosten beliefen sich auf 4,6 Mio Franken. Obwohl sich der Heimatschutz gegen den Abbruch der alten Rotbachbrücke wehrte, wurde diese am 18. September 1985 durch Genietruppen  der Schweizer Armee gesprengt.

## Bauwerk
Die Brücke wurde als Balkenbrücke mit drei Feldern ausgeführt. Das mittlere Feld hat eine Stützweite von 61 m. Die Fahrbahnplatte ist 10,2 m breit und trägt eine 6,5 m breite Fahrbahn sowie zwei Gehsteige von 2,2 m Breite.